# Purpurtofsad vipkolibri
Purpurtofsad vipkolibri (Stephanoxis loddigesii) är en fågel i familjen kolibrier.

## Utbredning och systematik
Purpurtofsad vipkolibri förekommer i östra Paraguay, södra Brasilien och nordöstra Argentina. Denna art och gröntofsad vipkolibri behandlades tidigare som en och samma art, vipkolibri (S. lalandi), och vissa gör det fortfarande.

## Status
IUCN kategoriserar arten som livskraftig.